# Strada statale 669 del Passo di Crocedomini
L'ex strada statale 669 del Passo di Crocedomini (SS 669), ora strada provinciale BS 669 del Passo di Crocedomini (SP BS 669), è una strada provinciale italiana che collega il lago d'Idro al Passo di Crocedomini risalendo la Valle del Caffaro.

## Percorso
Ha origine sul Lago d'Idro dalla ex strada statale 237 del Caffaro nei pressi di Sant'Antonio (Anfo) e termina al Passo del Crocedomini innestandosi nella ex strada statale 345 delle Tre Valli dopo un percorso di 30 km interamente montano. Essa rappresenta la principale via d'accesso a Bagolino e a tutta Valle del Caffaro.
Il tratto iniziale fino agli impianti sciistici del Gaver è percorribile tutto l'anno, mentre il restante è soggetto a chiusura invernale e presenta un tracciato molto più stretto e tortuoso.
Quest'ultimo tratto offre un paesaggio tipicamente alpino; la strada passa infatti nella parte meridionale del Parco dell'Adamello. Da essa diparte un sentiero che porta al Blumone (gruppo dell'Adamello). Lungo la strada è inoltre possibile trovare numerose malghe che producono il famoso formaggio Bagòss tipico della zona.

## Storia
La strada venne costruita dall'Amministrazione provinciale di Brescia e aperta nel 1932, come parte del nuovo collegamento fra la Val Camonica e la Val Sabbia.
La strada statale 669 venne istituita nel 1992 coi seguenti capisaldi d'itinerario: "Innesto con la strada statale n. 237 al km 52+000 - Bagolino - Innesto con la strada statale n. 345 al Passo Crocedomini."
In seguito al decreto legislativo n. 112 del 1998, dal 2001 la gestione è passata dall'ANAS alla Regione Lombardia, che ha provveduto al trasferimento dell'infrastruttura al demanio della Provincia di Brescia.